# Marcelo Morales (futbolista chileno)
Marcelo Alejandro Morales González (Santiago, Chile, 14 de julio de 1992) y es un futbolista chileno. Juega de delantero y su último equipo es el Magallanes de la Primera División B de Chile. 
Comenzó su carrera en las divisiones inferiores de Palestino, en donde logró el campeonato sub-19 de 2012. Al año siguiente, hizo su debut en el primer equipo del elenco árabe, donde ha sido una buena alternativa, para el sector ofensivo del equipo.

## Clubes
| Club       | País  | Año       |
| ---------- | ----- | --------- |
| Palestino  | Chile | 2013-2015 |
| Magallanes | Chile | 2015-2018 |